# Pařeniště

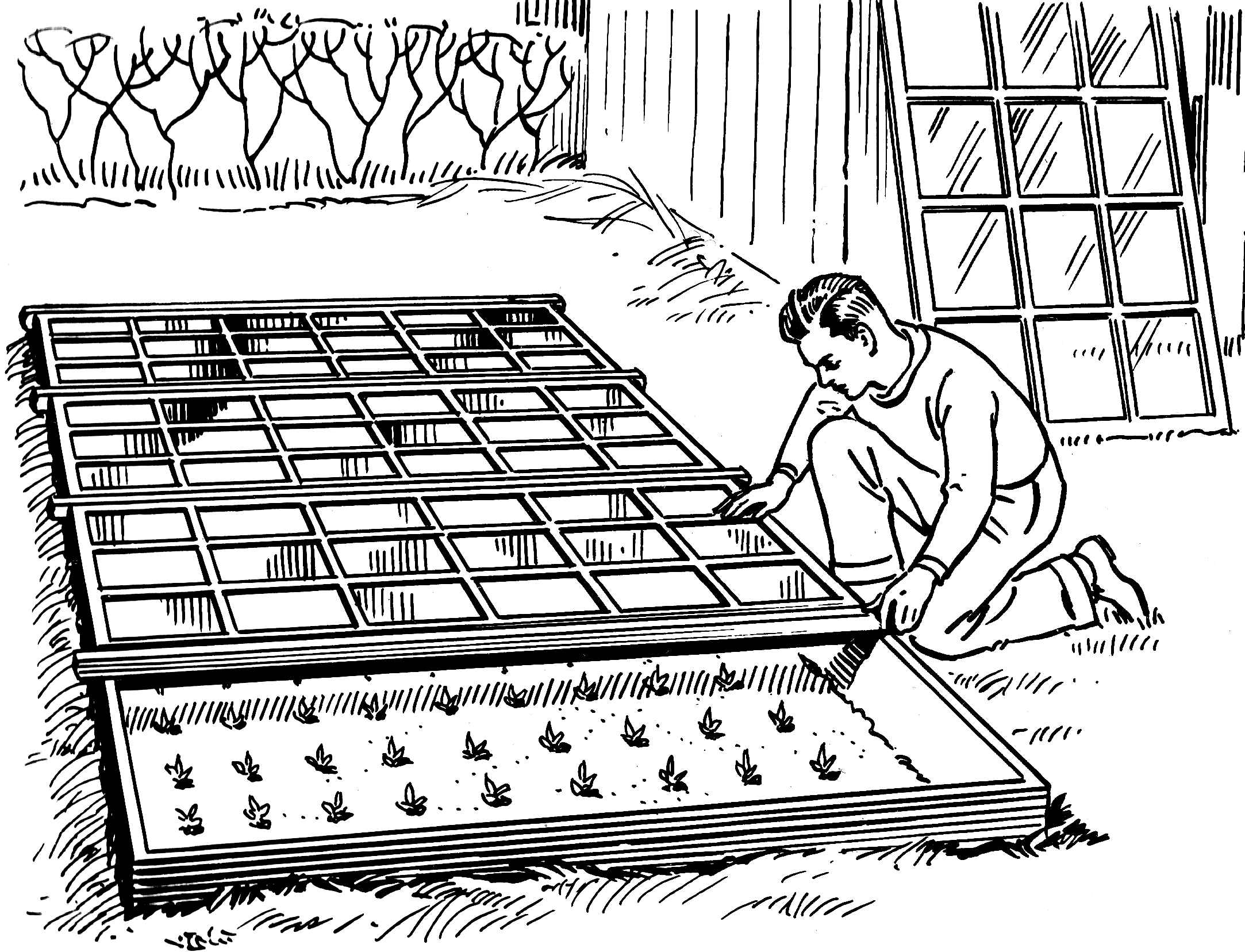
Jednoduché pařeniště.

Pařeniště je zahradnické zařízení, stavba, určená k předpěstování sadby, pěstování některých druhů zeleniny, nebo založení rostlin. V dřívější době bývala pařeniště používanější než dnes. Jejich výhodou jsou nižší náklady a nároky na jejich zhotovení a údržbu oproti skleníkům, jejich nevýhodou je obtížná manipulace s okny a problémovější používání a to zejména v nepříznivém počasí.
Délka pařeniště nemá přesáhnout 20 metrů s ohledem na namáhavou a zdlouhavou manipulaci s odkrýváním a ukládáním oken. Pařeniště se staví ve skupinách s uličkami asi 50 cm širokými tak, aby účinek oslunění byl maximální. Jednoduchá pařeniště se staví se sklonem proti jihu, tedy tak, aby podélná osa byla západ—východ, u sedlových s podélnou osou sever—jih. Pařeniště by měla být postavena na chráněném, avšak dobře osvětleném místě. Důležité jsou komunikace, zajišťující snadný přísun i odvoz, půdy, hnoje, oken a výpěstků. Kvalita půdy v místě není oproti poloze tak významná, protože pařeniště se zakládá na zvlášť upravené půdě. Hladina spodní vody musí být alespoň 100 cm, lépe 120 cm pod povrchem. Při zakládání pařenišť do větší hloubky než obvyklých 50—60 cm se doporučuje výšku hladiny spodní vody bezpečně zjistit a pozemek popřípadě odvodnit.

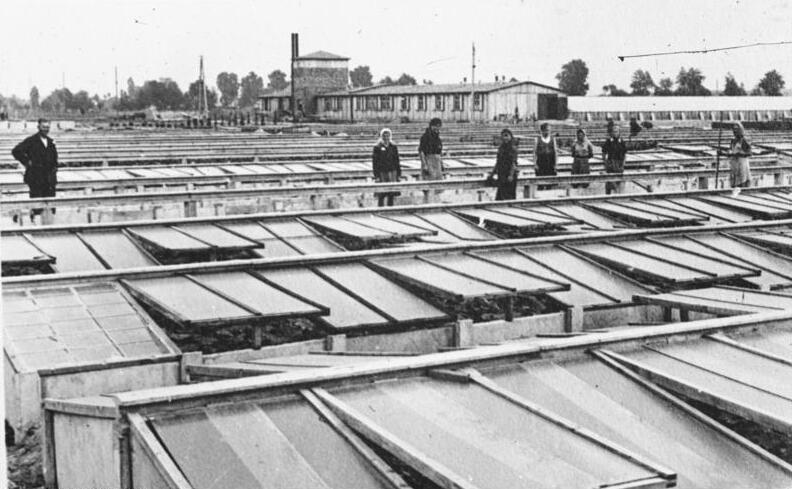
Pařeniště v zahradnickém podniku.

## Rozdělení
Podle materiálů:
- dřevěné
- zděné (cihelné i betonové),
- z betonových prefabrikátů
- ocelové

Všechny materiály, z kterých jsou jednotlivé druhy pařenišť zhotoveny mají výhody a nevýhody a proto jsou používány různé druhy materiálů k různým účelům.
Podle tvaru:
- jednostranné (jednoduché)
- sedlové (dvojité)

Jednoduchá pařeniště mají proti sedlovým asi o 25 % větší spotřebu materiálu a na stejné výměře asi o l/3 menší užitnou plochu.

## Vytápění
Do pařeniště se před založením navrství stájový hnůj nebo jiný materiál, který při rozkladu dodává půdě i vzdušnému prostoru potřebnou teplotu a rostlinám výživu. Za chladného počasí lze teplotu pařeniště udržet slaměnými nebo podobnými přikrývkami, nebo polystyrenovými rohožemi. V pařeništi lze použít umělé vytápění teplou vodou ocelovými trubkami, které jsou uloženy v půdě. Lze použít i půdní vytápění elektřinou.

## Pařeništní okna
Nejdůležitější částí pařeniště jsou okna, jsou zpravidla vyrobeny z borovice. Okna se vyrábí se v rozměrech 100 X 150 cm s jednou příčkou v podélné ose. Horní i dolní části rámu mají vyfrézovány žlábky pro odtok vody. Na obou stranách okna jsou (někdy sklopná) ocelová držadla sloužící k manipulaci oknem. K zasklení oken se používá strojně tažené průhledné sklo o tloušťce 3,8—4,2 mm. Tabule se tmelí sklenářským tmelem.
V některých zahradnických závodech se dosud používají okna se dvěma i více příčkami s tenkými a malými tabulkami (např. branický rozměr je 122 X 135 cm, nebo se používají jednotabulová okna tzv. holandská o rozměru 80 X 150 cm) Drobní pěstitelé používají někdy malá, jednoduchá pařeniště z polykarbonátu .

## Větrání pařenišť
Pařeniště se větrá zvednutím a podložením okna větracím kolíkem s několika zářezy. Pro usnadnění práce byly zkoušeny různé otevírací mechanismy, jako například ocelová lanka, upevněná na spodní části oken, která se navíjejí na trubkový hřídel, uložený nad hřebenem pařeniště. Tímto mechanismem lze zvedat celou řadu oken. Nebo zvedání tlakem vody vedené trubkou, na níž okna leží. Obvykle se nezvedají k větrání všechna okna, ale každé druhé, nebo třetí, aby byl vyvolán pohyb vzduchu.

## Zálivka
Pařeniště se zalévá ručně nebo hadicí s nasazeným kropáčem. Zálivka je namáhavá práce, poněvadž pracovník musí okno nadzvednout a udržet po celou dobu zálivky jednou rukou. Potahováním po zemi se hadice poškozuje.

## Stínění pařenišť
Sluneční záření s nástupem teplejšího období způsobuje nežádoucí přehřátí rostlin v pařeništi. Pařeniště jsou proto stíněna rákosovými stínovkami, jutovými pásy, papírovým tkanivem, prkny nebo dřevěnými rošty. Pro letní měsíce se spodní plochy oken natírají, podobně jako u skleníků. Před uložením oken se musí stínicí nátěry smýt.

## Efektivita
Hlavní nevýhodou pařenišť jsou obtíže při zakládání rostlin, výsadbě a v průběhu vegetace a velká závislost na počasí hlavně v zimním období. Výhodou jsou nízké pořizovací náklady a dobré výsledky u některých kultur. Pařeniště nikdy nebudou ve velkých podnicích převládat, protože pro ně nebude možno zajistit dostatek hnoje a pracovních sil. Rostliny v pařeništi se obsluhují zvenčí, pařeništní okna se musí při práci na čas odstranit nebo zvednout, což je při váze jednoho okna (asi 22 kg) fyzicky velmi náročné. Ve skleníku se pracuje uvnitř bez námahy a nezávisle na počasí.